# Melomys spechti
Melomys spechti és una espècie extinta de rosegador de la família dels múrids. Vivia a Salomó i Papua Nova Guinea. Tan sols se n'han trobat restes subfòssils. S'extingí en temps prehistòrics. L'espècie fou anomenada en honor del paleontòleg australià Jim Specht, que dugué a terme molts estudis sobre la història primerenca de l'illa de Buka.